# Gomphocarpus longissimus
Gomphocarpus longissimus är en oleanderväxtart som först beskrevs av Nicholas Edward Brown, och fick sitt nu gällande namn av Karl Moritz Schumann. Gomphocarpus longissimus ingår i släktet Gomphocarpus och familjen oleanderväxter. Inga underarter finns listade i Catalogue of Life.